# Marapanim (kommun)
Marapanim är en kommun i Brasilien.   Den ligger i delstaten Pará, i den nordöstra delen av landet, 1 700 km norr om huvudstaden Brasília. Antalet invånare är 26 605.
Följande samhällen finns i Marapanim:
- Marapanim

I omgivningarna runt Marapanim växer i huvudsak städsegrön lövskog. Runt Marapanim är det glesbefolkat, med 20 invånare per kvadratkilometer.